# Amanda (Boston)
Amanda is een nummer van de Amerikaanse rockband Boston. Het is de eerste single van hun derde studioalbum Third Stage uit 1986. Op 26 september dat jaar werd het nummer in de VS, Canada, Europa, Zuid-Afrika, Australië en Nieuw-Zeeland op vinylsingle uitgebracht en op 10 november volgde Japan.

## Achtergrond
Met "Amanda" was het voor het eerst in acht jaar dat Boston weer eens met een nieuwe single kwam. De plaat is een rockballade, die in thuisland de VS de nummer 1-positie behaalde in de Billboard Hot 100 en ook in Canada de nummer 1-positie behaalde, Australië de 25e, Nieuw-Zeeland de 32e, Zuid-Afrika de 29e,  In Duitsland de 46e, Zwitserland en Noorwegen de 10e, Japan de 98e en in het Verenigd Koninkrijk de 84e positie in de UK Singles Chart.
In Nederland werd de plaat door dj's Adam Curry en Jeroen van Inkel veel gedraaid in het populaire vrijdagavondprogramma Curry en Van Inkel bij Veronica op Radio 3 en werd een radiohit in de destijds twee landelijke hitlijsten op de nationale publieke popzender. De plaat bereikte de 23e positie in de Nederlandse Top 40 en de 22e positie in de Nationale Hitparade. In de Europese hitlijst op Radio 3, de TROS Europarade, werd géén notering behaald.
In België werd géén notering behaald in zowel de voorloper van de Vlaamse Ultratop 50 als de Vlaamse Radio 2 Top 30 en de Waalse hitlijst. 
In de sinds december 1999 jaarlijks uitgezonden NPO Radio 2 Top 2000 van de Nederlandse publieke radiozender NPO Radio 2, stond de plaat alleen in 2000, 2012 en 2013 genoteerd, met als hoogste notering een 814e positie in 2000.

## NPO Radio 2 Top 2000
| Nummer met noteringen in de NPO Radio 2 Top 2000 | '00 | '01-'11 | '12  | '13  |
| ------------------------------------------------ | --- | ------- | ---- | ---- |
| Amanda                                           | 814 | -       | 1955 | 1974 |

1. ↑  Een '-' betekent dat het nummer niet was genoteerd en een vetgedrukt getal geeft de hoogste notering aan.
2. ↑  2000 was het eerste jaar met een notering voor dit nummer.
3. ↑  Deze tabel is bijgewerkt tot en met de laatste editie (2024).